# Грембах
Грембах (нім. Grömbach) — громада в Німеччині, знаходиться в землі Баден-Вюртемберг. Підпорядковується адміністративному округу Карлсруе. Входить до складу району Фройденштадт.
Площа — 12,18 км2. Населення становить 572 ос. (станом на 31 грудня 2020).